# Temple grec

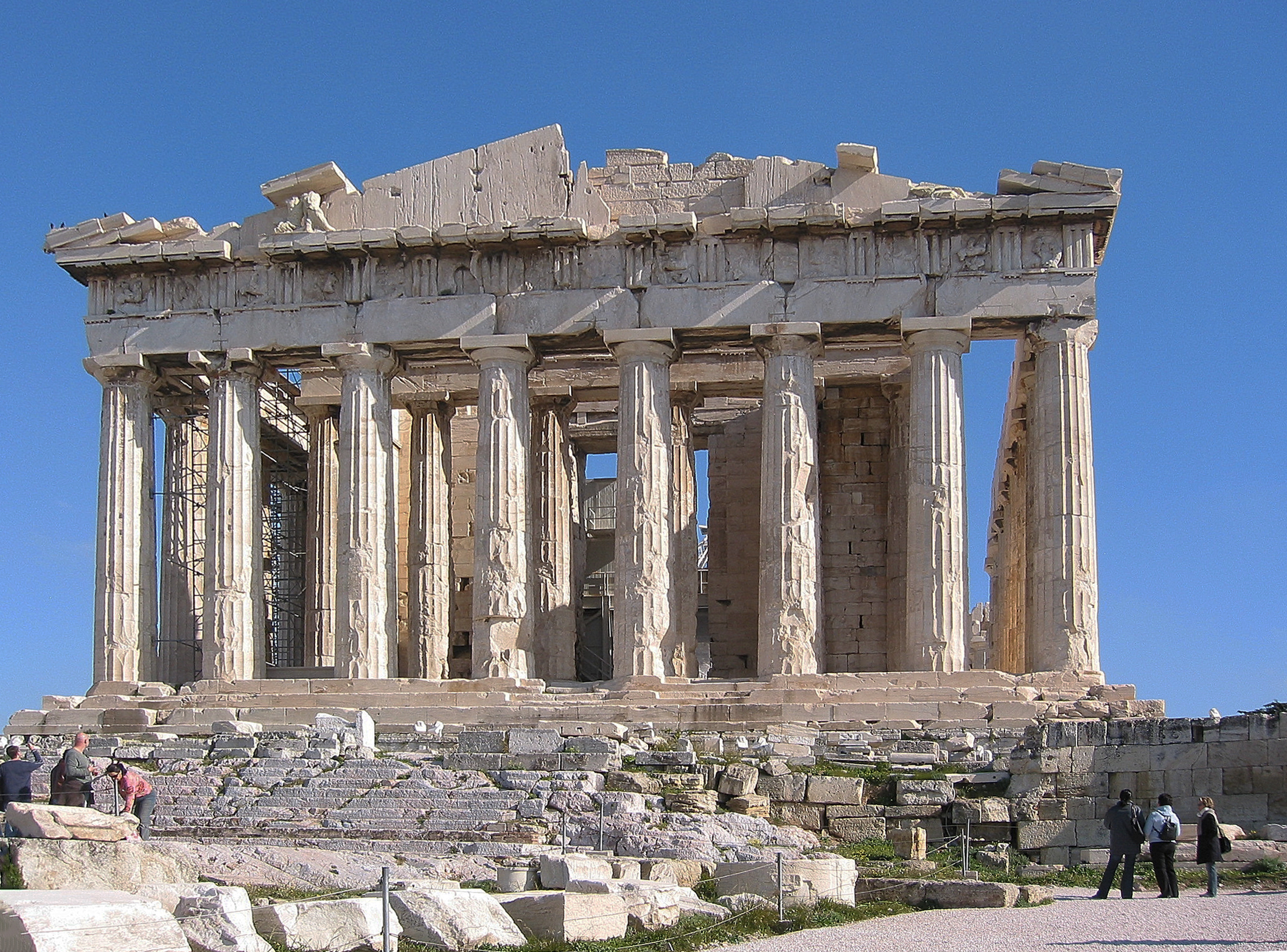
Visió frontal del Partenó (Atenes)

Un temple grec és l'estança d'un déu a la terra. Dins del temple, al naos, se situava la imatge divina. El temple grec no està dissenyat per a l'adoració en grup sinó com a dedicatòria a una deïtat, cosa que explica que l'escultura que contenia estava sempre en un lloc difícil de veure: es construïen per a complaure el déu, no la gent, que sovint no podia entrar-hi.

## L'edifici
El temple grec és l'obra arquitectònica per excel·lència de l'antiga Grècia i forma part d'un espai sagrat. El temple s'estructura segons dos paràmetres: la relació amb el paisatge i l'organització interna.

### El paisatge
La geografia determina la relació de l'ésser humà amb la natura. Els grecs van atribuir propietats humanes al paisatge i varen atribuir a la presència divina aquesta sensació. Els temples dedicats a déus com Demèter o Hera s'ubiquen en llocs on domina la natura; on l'ésser humà modificava la natura s'erigien temples a Apol·lo; es consagraven a Zeus els temples on els paisatges conferien harmonia, i a Atena es dedicaven els temples on la polis hi era contigua.
El temple es construïa en un espai sagrat anomenat tèmenos, el qual s'ordena segons la topografia del paisatge natural.

### Organització interna
Com a antecedent al temple grec cal esmentar el mègaron micènic, encara que els materials constructius van evolucionant fins a esdevenir molt diferenciats; es passa de les parets de tova i les columnes de fusta a l'ús de la pedra. Difereix del seu equivalent romà perquè la columnata forma un peristil al voltant de tota l'estructura i no sols un porxo (o pronaos) davant, i també perquè el grec no s'eleva respecte al nivell del sòl sobre un podi alt, i disposa només d'unes escalinates a cada extrem. Els pilars hi resulten cabdals perquè subjecten el pesant sostre de pedra. A mesura que els grecs es van fer més adeptes als edificis monumentals, els estils arquitectònics regionals van quallar en el que avui coneixem com a ordres clàssics: dòric, jònic i corinti.
El temple s'erigeix com una escultura exempta dins del tèmenos, però habitualment disposa d'una cara principal frontal on se situa el pronaos. La planta és simètrica i l'edifici mostra un caràcter regular i ortogonal.
Planta

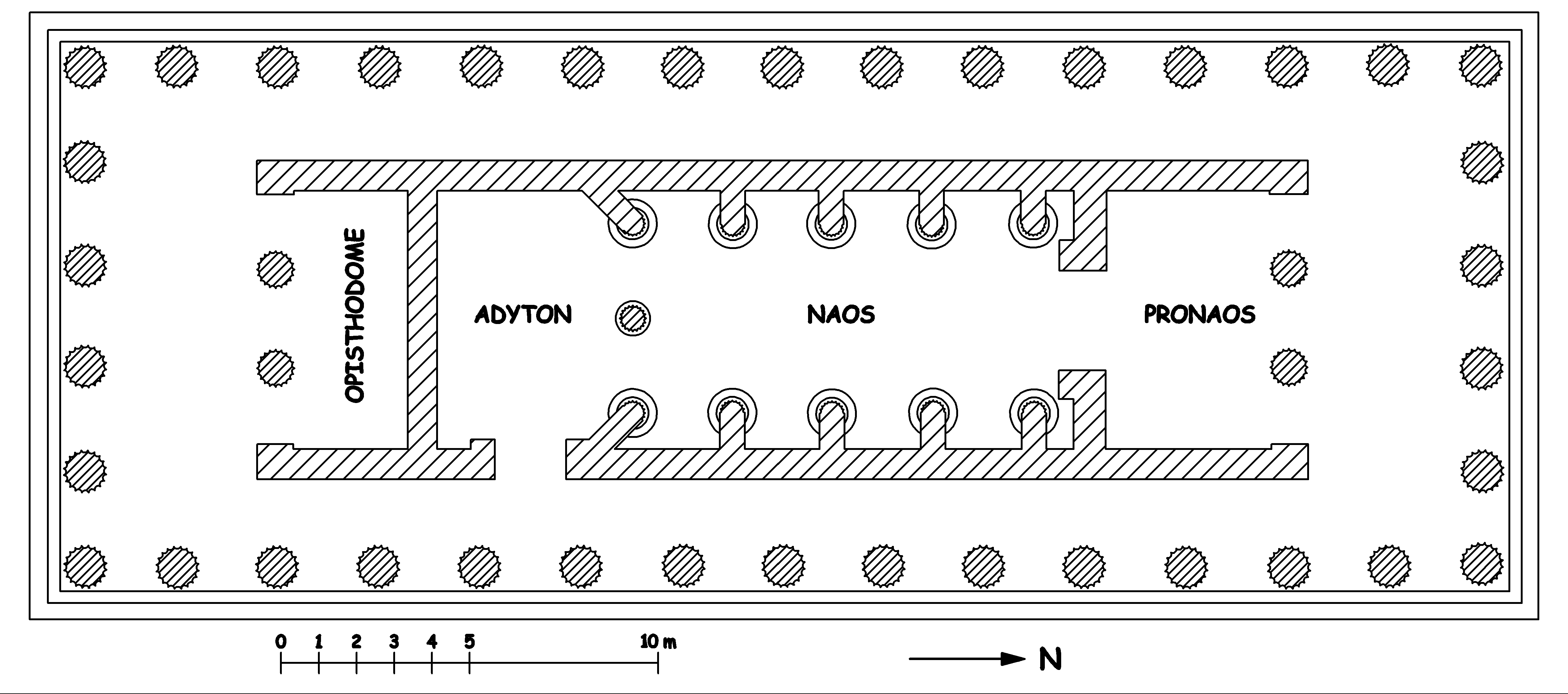
Exemple de naos del temple d'Apol·lo de Figalia

Envoltades pel peristil, destaquen les estances següents:
- Pronaos
- Naos o cella
- Àditon
- Opistòdom

Alçat
En una visió en alçat, podem destacar quatre franges que es mantenen en els tres ordres clàssics:
- Coberta
- Entaulament
- Columnata o pteron
- Plataforma

## Tipus de temples

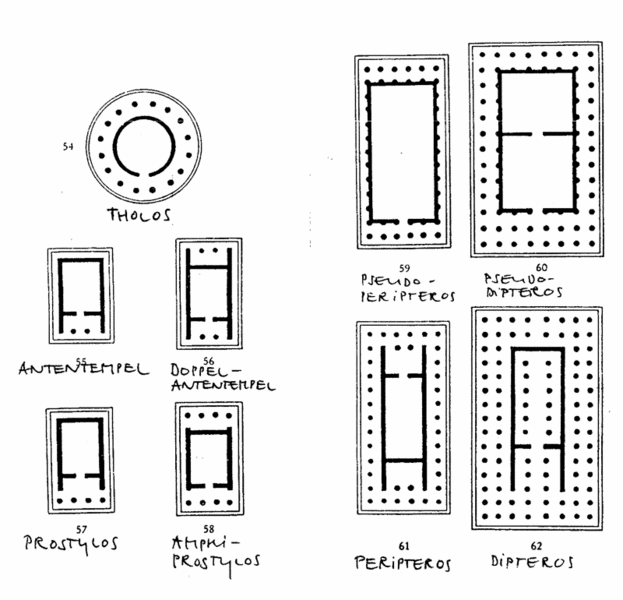
Plantes de temples grecs

Els temples grecs es classifiquen en funció de la disposició de les columnes en una visió en planta, però també segons el nombre de columnes en l'alçat frontal (façana).

### Planta
- In antis: aquest temple està format pel pronaos, que disposa de dues columnes o més, i el naos.
- Pròstil: aquest temple està format pel pronaos, que disposa de quatre columnes o més, i el naos, que és fet de murs llisos.
- Amfipròstil: és el temple menys comú, una variant de simetria del pròstil. Disposa de pronaos tant a la part anterior com a la posterior.
- Perípter: quan el temple està envoltat de columnes exemptes. És el més comú dels temples grecs. Fou norma comuna en la Grècia clàssica que el nombre de columnes dels laterals fos el doble més una de les columnes dels costats de menys llargària.
- Pseudoperípter: quan les columnes davant del naos no són veritables columnes sinó elements decoratius embeguts en els murs llargs del naos.
- Dípter: quan el temple està envoltat per una doble filera de columnes.
- Pseudodípter: quan la filera de columnes davant del naos està formada per elements decoratius embeguts en els murs llargs del naos. La filera exterior sí està formada per columnes exemptes.
- Tholos o monòpter: són temples circulars; disposen d'una coberta cònica i el naos és circular. El conjunt està envoltat per un nombre de columnes variable.
- Hipetre: d'influència egípcia, el naos queda al descobert.

### Alçat
- Dístil si disposa de dues columnes
- Trístil si disposa de tres columnes
- Tetràstil si disposa de quatre columnes
- Hexàstil si disposa de sis columnes
- Octàstil si disposa de vuit columnes
- Decàstil si disposa de deu columnes
- Dodecàstil si disposa de dotze columnes

## Temples significatius

### Hel·lenisme arcaic (750-480 aC)
- El temple d'Apol·lo a Termos, a prop de Figàlia (c. 620 aC);
- Temple d'Herèon a Olímpia (c. 600 aC);
- Temple d'Àrtemis, a Corfú (c. 580 aC);
- Del grup de Pèstum, s'inclou el temple d'Hera (c. 550 aC) i el primer temple d'Atena (Basilica, c. 500 aC);
- Temple d'Herèon a Samos (c. 540 aC);
- El temple d'Afea, posteriorment dedicat a Atena a Egina (c. 495 aC).

### Grècia clàssica (480-323 aC)
Destaquen dos períodes constructius diferenciats dins de la Grècia clàssica:
Període I (c. 480-450 aC)
Un cop finalitzades les guerres mèdiques es produeix una eclosió cultural i constructiva.
El Partenó, dedicat a Atena, deessa de la saviesa, és el temple grec més conegut. Les seves festes se celebraven en aquest i al seu al voltant cada any. El Partenó va influir fortament sobre l'arquitectura romana. Després que els romans conquistessin Grècia, molts turistes del país vencedor van anar a veure els temples grecs, i el Partenó aviat es va convertir en una de les destinacions turístiques més populars de Grècia. El Partenó és un típic temple grec octàstil (façana amb vuit columnes). La majoria dels temples grecs clàssics eren hexàstils (façana amb sis columnes).
Altres temples destacats:
- Del grup de Pèstum, s'inclou el temple d'Apol·lo (c. 450 aC), i el segon temple d'Hera (460-440 aC);
- El temple E a Selinunt (465-450 aC), dedicat a Hera;
- El temple de Zeus a Olímpia (c. 470-456 aC), actualment en ruïnes;
- El temple de Zeus a la vall dels Temples, Agrigent (c. 460 aC).

Període II (c. 450-404 aC)
La Guerra del Peloponnès suposa el final de la centralitat cultural d'Atenes i la fi de la democràcia. Es tendeix a un major decorativisme, es genera l'ordre corinti.
- El temple F o l'anomenat santuari a Agrigent (c. 430 aC), un dels temples clàssics grecs millor conservats: manté gairebé tot el peristil i l'entaulament;
- El «temple inacabat» de Segesta (c. 430 aC);
- El temple d'Hefest sota l'acròpoli d'Atenes, conegut molt temps com temple de Teseu (449-444 aC), el temple grec millor conservat des de l'antiguitat;
- El temple de Posidó al cap Súnion (c. 449 aC);
- El temple d'Apol·lo Epicuri a Basses, a prop de Figàlia (c. 450-425 aC).

### Hel·lenisme (323-148 aC)
- El temple d'Apol·lo a Dídima, a prop de Milet (c. 315-300 aC).